# Gul mangust
Gul mangust eller rävmangust (Cynictis penicillata) är ett rovdjur i familjen manguster. Den förekommer i stora delar av Afrika och lever ofta i sällskap med surikater.

## Kännetecken

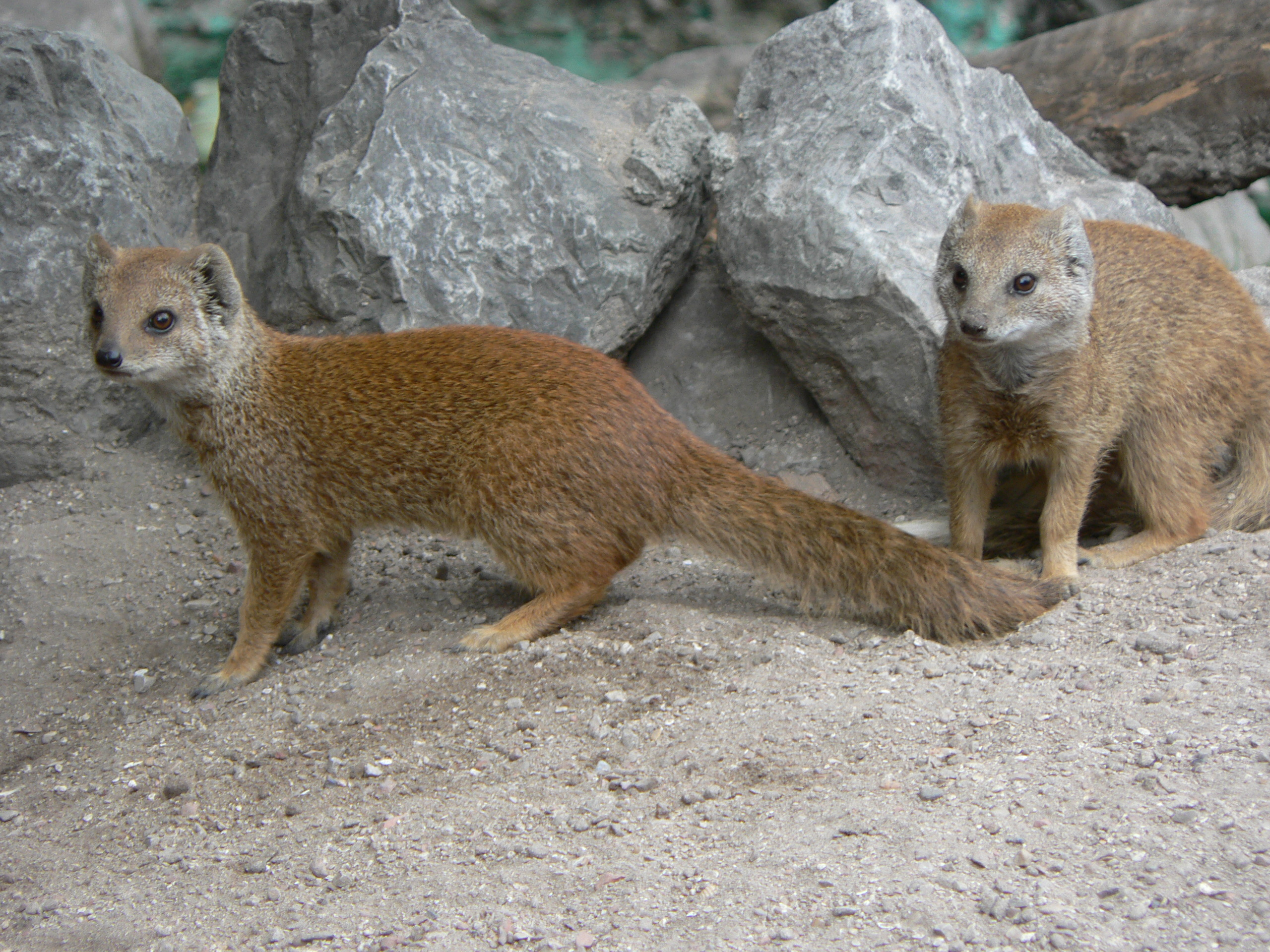
Två gula manguster

Pälsens färg varierar i utbredningsområdets olika delar. I södra regioner är den rödgul och i norra regioner gulgrå. Dessutom byter några individer päls under året: i sommaren är pälsen mera rödaktig och under vinterhalvåret blekare. Svansspetsens undersida är vit. Med sina korta runda öron och den yviga svansen liknar djuret rävar, vilket gav anledning till ett av de svenska namnen. Kroppslängden ligger mellan 27 och 38 centimeter och svansen är 18 till 28 centimeter lång. Vuxna exemplar når en vikt mellan 440 och 800 gram, i undantagsfall upp till 1 kilogram.

## Utbredning och habitat
Gul mangust förekommer i södra Afrika i Namibia, Botswana, Zimbabwe, Sydafrika och södra Angola. Habitatet utgörs av savann och halvöknen.

## Levnadssätt
Dessa djur är aktiva på dagen och vilar på natten i sina bon. De har bra förmåga att gräva men använder ofta bon som grävts av andra djur som surikater och springharar. Ibland lever de tillsammans med surikater i samma bon. Gul mangust lever i familjegrupper av fyra till åtta individer.
Artens föda utgörs huvudsakligen av insekter. I viss mån äter de även gnagare samt fåglar och deras ägg.

## Fortplantning
Honan kan para sig en eller två gånger om året. Efter dräktigheten som varar i 60 till 62 dagar föder honan ett till tre (oftast två) ungdjur. Efter ungefär 6 till 8 veckor slutar honan att ge di och efter cirka ett år är ungarna könsmogna. Rävmanguster i fångenskap har blivit upp till 15 år gamla.

## Hot
Rävmangusten tillhör södra Afrikas största smittoreservoar till rabies. Dessutom skadar deras bon odlingsmark och därför började några bönder att gasa dem eller döda dem med gift. Trots allt är rävmangusten ännu inte sällsynt och arten listas av IUCN som livskraftig.